# Франкетти, Лиза
Лиза Мари Франкетти (англ. Lisa Marie Franchetti; род. 25 апреля 1964, Рочестер, Нью-Йорк) — адмирал в отставке ВМС США, 42-й заместитель начальника военно-морских операций со 2 сентября 2022 года, 33-й начальник военно-морских операций с 14 августа 2023 года.
Как офицер ВМФ США, Франкетти занимала должность директора по стратегии, планам и политике Объединённого штаба с 2020 по 2022 год, второго заместителя начальника военно-морских операций по развитию боевых действий в 2020 году и командующего Шестым флотом США с 2018 по 2020 год. Она была второй женщиной, получившей звание четырёхзвёздного адмирала ВМС США.
21 июля 2023 года президент Байден выдвинул кандидатуру Франкетти на должность начальника военно-морских операций на смену адмиралу Гилдею.
14 августа 2023 года Франкетти заняла пост и.о. руководителя военно-морскими операциями, после отставки адмирала Гилдея.
Франкетти была утверждена Сенатом в должности начальника военно-морских операций 2 ноября 2023 года и в тот же день была приведена к присяге, став первой женщиной на этом посту и первой женщиной в Объединённом комитете начальников штабов.

## Отставка
В феврале 2025 года появились сообщения, что министр обороны Пит Хегсет собирается снять её с поста начальника военно-морских операций
21 февраля 2025 года она была официально освобождена от должности министром обороны Хегсетом и ушла в отставку после 40 лет службы.

## Личная жизнь
Франкетти замужем.